# Морошка приземистая
Морошка приземистая, или Моро́шка (лат. Rubus chamaemorus) — вид многолетних травянистых растений рода Рубус (Rubus) семейства Розовые (Rosaceae). Распространена в Северной Голарктике. Плоды съедобны; имеют характерный приятный вкус.

## Название
Согласно версии Макса Фасмера, русскоязычное название морошка может иметь финно-угорское происхождение (фин. muurain, muuran), либо из самодийской ветви уральских языков — нен. мараӈа, нган. мураʼка и др. Несмотря на созвучие, маловероятно, что оно происходит от латинского корня лат. morus или связано со словами «марать», «моросить» и др., как предполагают некоторые исследователи. В другие славянские языки — например, пол. mroszka или чеш. moroška — слово пришло из русского языка, но не наоборот. Название морошка используется и для растения и его плодов.
В древности ягоду называли «болотный янтарь», «очи болота», «болотный стражник». На севере укоренилось название «царская ягода».
Народные названия: моховая смородина, глошина, северный апельсин, арктическая малина (последнее из этих названий вносит путаницу, так как при корректном использовании обозначает другое растение — княженику).

## Ботаническое описание

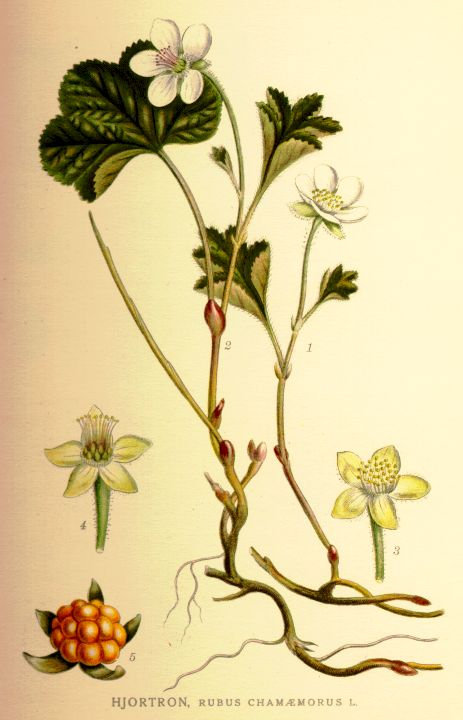

Травянистое или полукустарниковое растение высотой до 30 см, с ползучим корневищем.
Стебли тонкие, прямостоячие, с двумя — тремя листьями и одним верхушечным цветком с белыми лепестками.
Листья морщинистые округло-почковидные, пятилопастные, по краю неровно-городчатые.
Цветки однополые, одиночные, белые. Тычиночные и пестичные цветки находятся на разных растениях, мужские цветки несколько крупнее. Чашелистиков и лепестков по пять; тычинки и пестики многочисленные. Цветёт в июне — июле, а через 40-45 дней созревают ягоды.
Плод — сборная костянка диаметром 1,5 см, по форме напоминает плоды малины, но отличается особым запахом и вкусом. Незрелые ягоды — желто-красные, с некоторой «скрипучестью», плотные, а зрелые — оранжевого цвета, почти прозрачные, напоминают чистый яркий янтарь.
Собирают плоды в июле — августе, корни заготавливают глубокой осенью.

### Онтогенез
В онтогенезе морошки выделяется три стадии: одноостное растение (1-6 годы жизни), формирование куртины (6-10 лет), формирование клона (с 10 лет). Семена прорастают после покоя в начале июня. На 5-6 год одна из спящих подземных почек даёт побег, так начинается формирование куртины. При последующем разрастании корневища разрушаются, теряется связь дочерних растений, образуется клон из множества особей. Клоны особенно характерны для местообитания ягодника с крайне неблагоприятными условиями среды.
В естественных популяциях мужские особи преобладают над женскими.

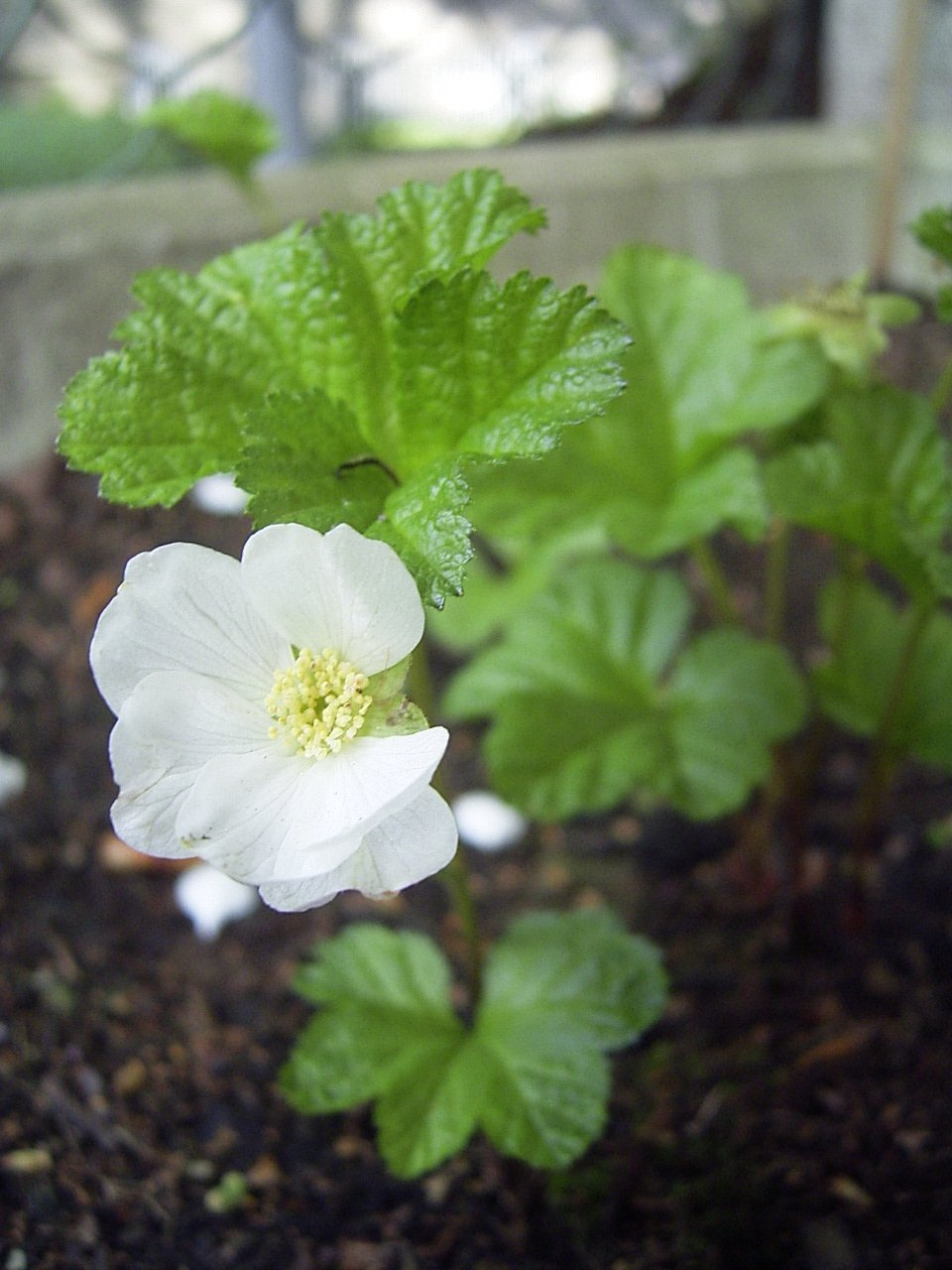
Цветущее растение морошки в культуре
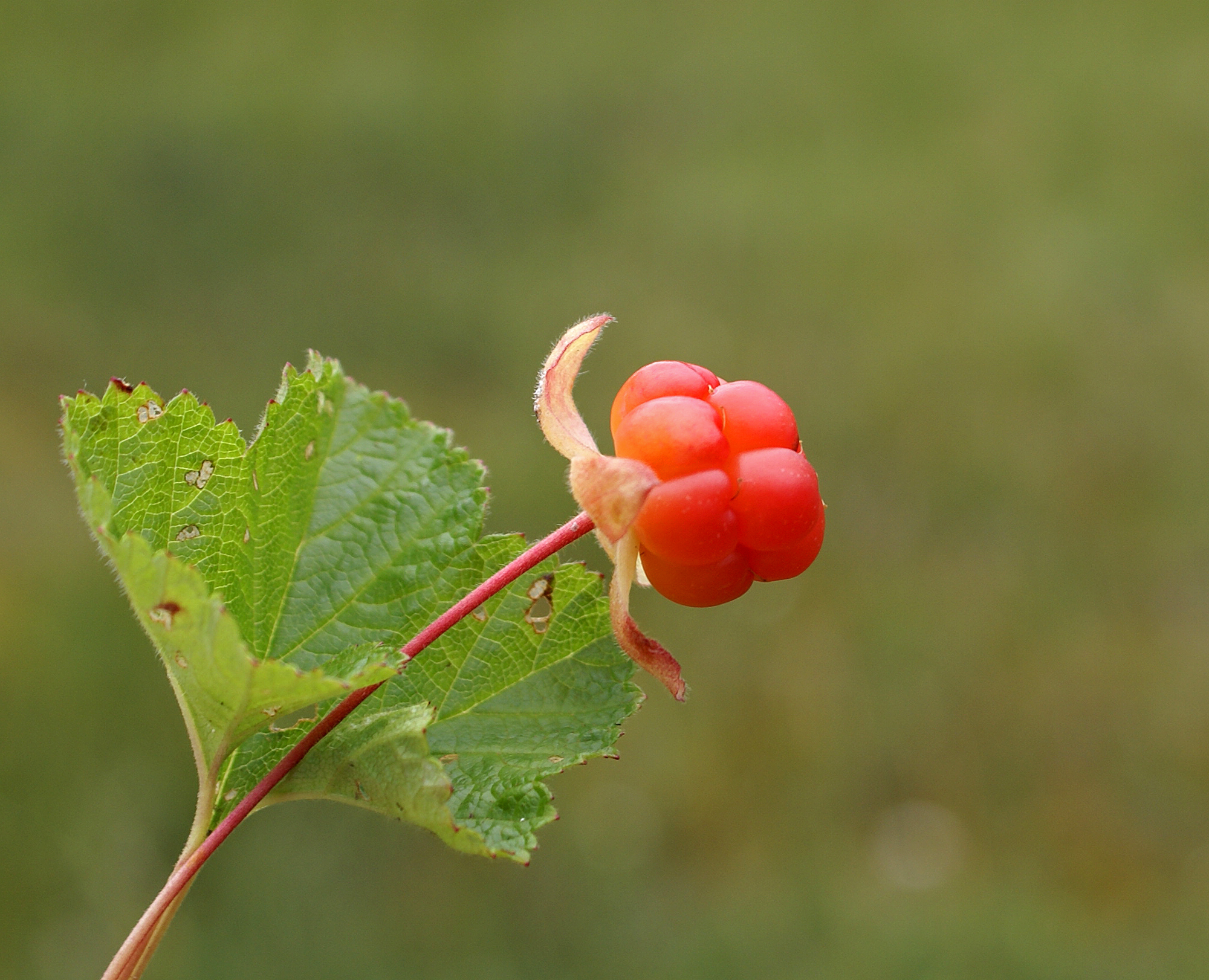
Зреющая ягода
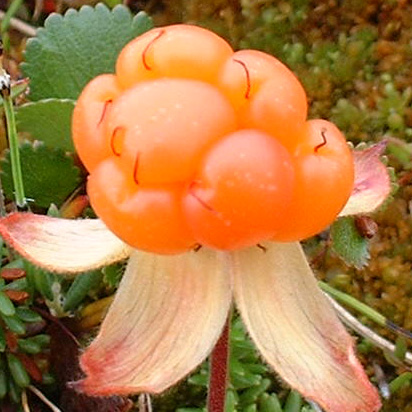
Зрелая ягода
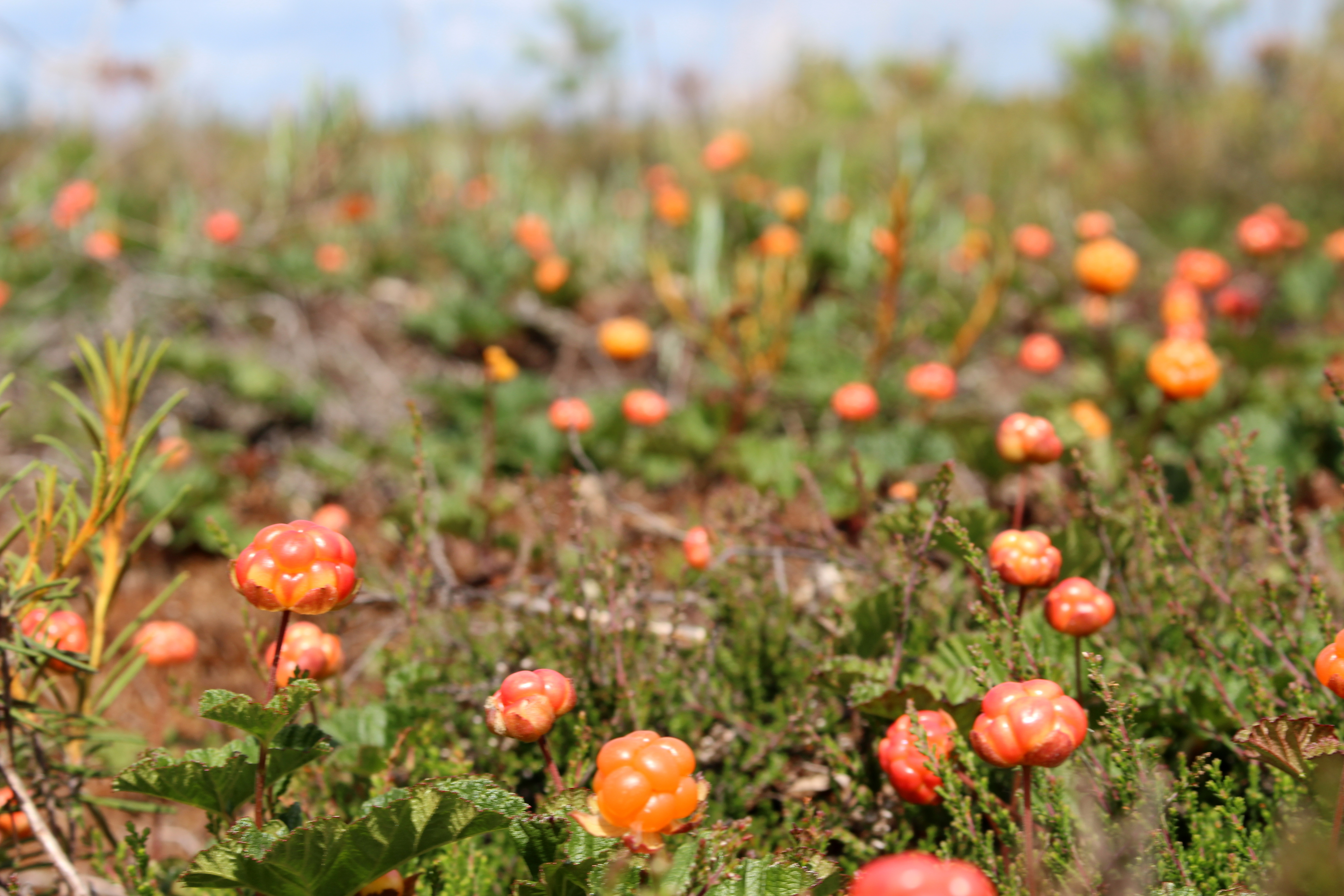
Морошечник

## Распространение и экология

Монета Финляндии номиналом в 2 евро с изображением морошки

Морошка произрастает в северном полушарии от 78°N до примерно 55°N. В очень редких случаях встречается вплоть до 44°N, в основном в горных районах.
Встречается на торфяных болотах, в заболоченных лесах, моховых и кустарниковых тундрах в арктической и северной лесной полосе северного полушария, в средней полосе европейской части России, в Белоруссии, Сибири, на Дальнем Востоке. Иногда культивируется.
Ягодники морошки соседствуют с брусникой, водяникой, черникой, голубикой, рядом часто растёт багульник, много сфагнового мха. Такие места — излюбленные пастбища белых куропаток и токующих глухарей.
Морошка является одним из символов Финляндии. С 1999 года Монетный двор страны чеканит монету номиналом в 2 евро с изображением морошки, созданную архитектором и дизайнером Раймо Хейно.

## Охранный статус
Морошка внесена в Красную книгу Республики Беларусь. Она также охраняется в Польше.

## Химический состав
В зрелых ягодах содержатся сахара (6 %), белки (0,8 %), клетчатка (3,8 %), органические кислоты: яблочная, лимонная — (0,8 %); витамины C (30—200 мг), B[уточнить] (0,02 мг), PP (0,15 %), A; минеральные вещества: много калия, фосфор, железо, кобальт, антоцианы, дубильные и пектиновые вещества.

## Хозяйственное значение и использование

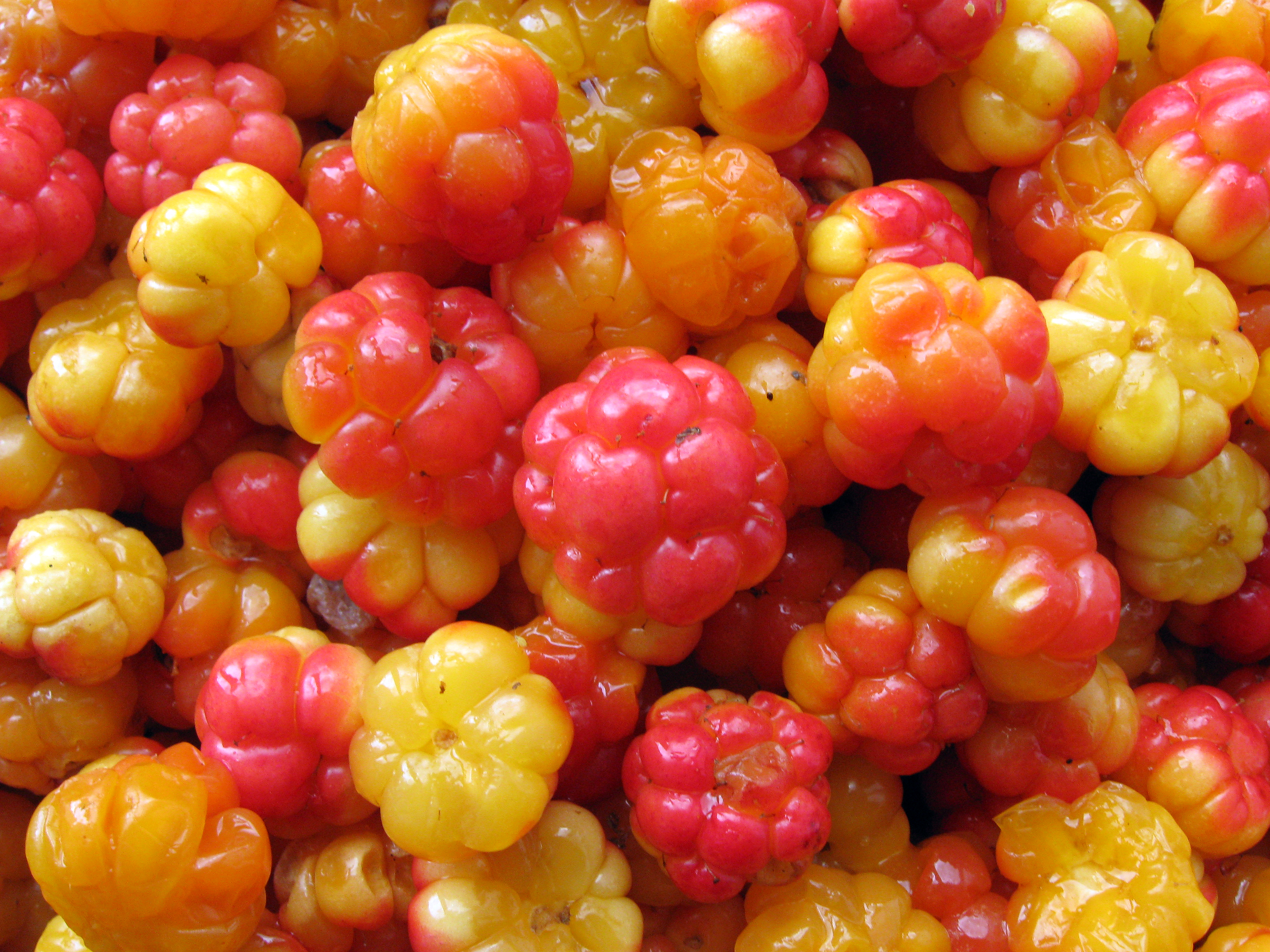
Собранные плоды морошки, с оборванными чашелистиками

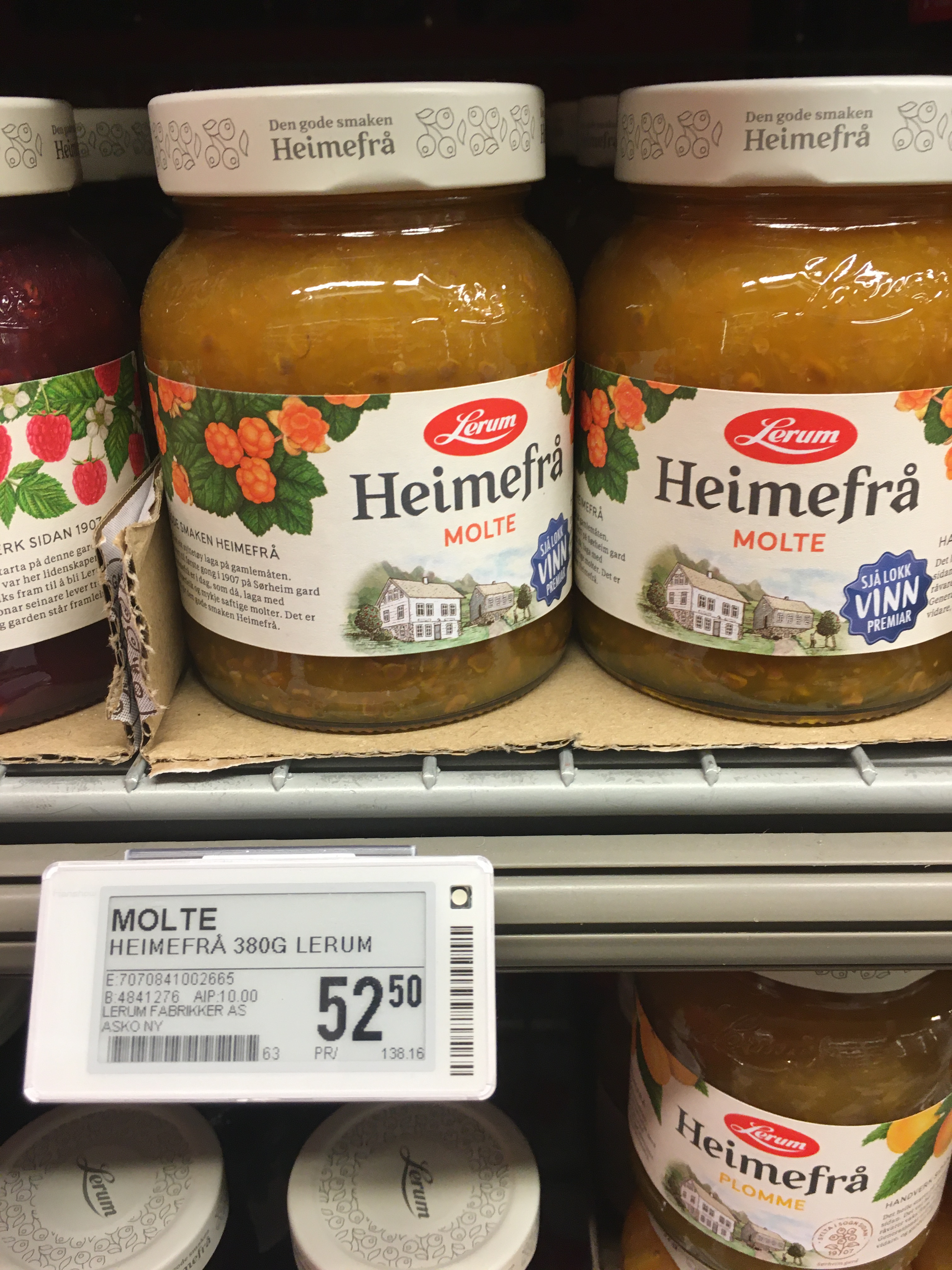
Варенье из морошки в магазине Тронхейма (Норвегия)

Морошка — источник полезных веществ; так, витамина С в морошке в 4 раза больше, чем в апельсинах.
Плоды с хорошим вкусом, употребляются в разнообразных видах (свежем, в виде варенья, сока, повидла, джема, компота). Долго хранится в мочёном виде. В Финляндии и Швеции выпускается морошковый ликёр, популярный среди иностранных туристов.
Цветки морошки дают медоносным пчёлам нектар и пыльцу.
Собирают только слегка недозревшие ягоды морошки, так как спелые мягкие ягоды совершенно не транспортабельны.
В Норвегии разрешено собирать ягоды морошки в лесах, находящихся в государственной собственности, всем желающим, но только местные жители имеют право на транспортировку ягод. Остальные желающие могут лишь есть морошку на месте сбора. Также в Норвегии запрещен сбор незрелых ягод морошки.
Излюбленный корм северных оленей (Rangifer tarandus) которые поедают листья всё лето до их огрубения. Хорошо поедают ягоды. Лошади, козы и свиньи поедают выборочно. Корни и корневища имеют пастбищное значение. Надземная часть сохраняет кормовую ценность под снегом.

### В медицине
Морошка помогает при лечении незаживающих ран. При этом применяют ягоды и другие части растения: листья, корни, чашелистики (они же кукли́).
Водный настой куклей (сушеных чашелистиков) используется в качестве противокашлевого средства.
Морошка была любимой ягодой Александра Пушкина. Известно, что перед смертью он попросил у жены мочёной морошки.

## Классификация

### Таксономическое положение
- Rubus chamaemorus L., 1753, Sp. Pl. : 494

Вид Морошка приземистая включается в род Малина (Rubus) семейства Розовые (Rosaceae) порядка Розоцветные (Rosales), последовательно входящего в более крупные клады Фабиды → Розиды → Суперрозиды → Эвдикоты → Цветковые растения. Таксономическая схема в соответствии с Системой APG IV по состоянию на июнь 2024 года:
|  |                          |  |                                   |                                   |                   |  | еще 8 семейств | еще 8 семейств |                         |  |  |  | еще 1 802 подтвержденных вида и 4 889 видов, ожидающих подтверждения |
|  |                          |  |                                   |                                   |                   |  | еще 8 семейств | еще 8 семейств |                         |  |  |  | еще 1 802 подтвержденных вида и 4 889 видов, ожидающих подтверждения |
|  |                          |  |                                   | порядок Розоцветные               |                   |  |                |                | род Малина              |  |  |  |                                                                      |
|  |                          |  |                                   | порядок Розоцветные               |                   |  |                |                | род Малина              |  |  |  |                                                                      |
|  | клада Цветковые растения |  |                                   |                                   | семейство Розовые |  |                |                | вид Морошка приземистая |  |  |  |                                                                      |
|  | клада Цветковые растения |  |                                   |                                   | семейство Розовые |  |                |                |                         |  |  |  |                                                                      |
|  |                          |  | ещё 63 порядка цветковых растений | ещё 63 порядка цветковых растений |                   |  |                | еще 116 родов  | еще 116 родов           |  |  |  |                                                                      |
|  |                          |  |                                   | ещё 63 порядка цветковых растений |                   |  |                |                | еще 116 родов           |  |  |  |                                                                      |

### Синонимы
- Chamaemorus anglica Greene
- Chamaemorus anglicus Greene
- Chamaemorus chamaemorus (L.) House
- Chamaemorus norvegicus Greene
- Chamaemorus norwegica Clus. ex Greene
- Rubus chamaemorus var. pseudochamaemorus (Tolm.) Hultén
- Rubus chamaemorus var. pseudochamaemorus (Tolm.) Vorosch.
- Rubus horridulus Hook.f.
- Rubus nubis Gray
- Rubus parapungens H.Hara
- Rubus pseudochamaemorus Tolm.
- Rubus pungens var. horridulus H.Hara
- Rubus ribis-folius Gilib.
- Rubus yessoicus Kuntze